# Ramil Guliyev
Ramil Guliyev, nato Ramil Eldar Oğlu Quliyev (Baku, 29 maggio 1990), è un velocista azero naturalizzato turco, campione mondiale dei 200 metri piani a Londra 2017 e campione europeo a Berlino 2018.
Nel 2017 è diventato il secondo atleta bianco capace di scendere sotto i 10 secondi nei 100 metri piani, dopo il francese Christophe Lemaitre.

## Biografia
Guliyev gareggia nel 2009 ai campionati europei juniores, dove vince l'argento nei 100 m e l'oro nei 200. Detiene il record nazionale junior e assoluto in entrambi gli eventi. Detiene inoltre il record nazionale ed europeo junior nei 60 m. Il suo tempo nei 200 m è stato il secondo più veloce corso da un atleta junior dopo quello di Usain Bolt. Per questo risultato si è classificato secondo nel premio Atleta europeo dell'anno per l'anno 2009.
Nell'aprile 2011 la IAAF stabilì un differimento del cambio di nazionalità di Guliyev secondo le sue regole internazionali, vietandogli di rappresentare una nazione diversa dall'Azerbaigian fino ad aprile 2014. Il corridore sottolineò che l'allenamento e il supporto finanziario ricevuto in Turchia furono significativi ed inoltre dichiarò che la lingua e la cultura sono simili tra le due nazioni. Dopo dei negoziati con il Ministero dello sport azero, Guliyev confermò la sua decisione di non competere per l'Azerbaigian. Il ministro dello sport azero Azad Rahimov dichiarò che il corridore aveva avanzato richieste finanziarie irragionevoli per un giovane atleta. Dalla stagione 2014 Guliyev gareggia quindi per la Turchia, vincendo l'argento agli Europei 2016.
Il 10 agosto 2017, ai mondiali di Londra 2017, conquista a gran sorpresa la medaglia d'oro nei 200 metri piani in 20"09, precedendo Wayde van Niekerk (20"11) e Jereem Richards (20"11, a un millesimo dal sudafricano).

## Progressione

### 100 metri piani
| Stagione | Tempo | Luogo        | Data      | Rank. Mond. |
| -------- | ----- | ------------ | --------- | ----------- |
| 2022     | 10"16 | Orano        | 30-6-2022 |             |
| 2021     | 10"25 | Sankt Pölten | 3-6-2021  |             |
| 2020     | 10"23 | Bursa        | 28-8-2020 |             |
| 2019     | 10"16 | Castellón    | 25-5-2019 |             |
| 2018     | 10"10 | Mersin       | 19-5-2018 |             |
| 2017     | 9"97  | Bursa        | 6-7-2017  |             |
| 2016     | 10"07 | Amsterdam    | 7-7-2016  |             |
| 2015     | 10"12 | Isparta      | 9-5-2015  |             |
| 2014     | 10"20 | Hérouville   | 12-6-2014 |             |
| 2013     | 10"23 | Mersin       | 27-6-2013 |             |
| 2011     | 10"14 | Lappeenranta | 13-8-2011 |             |
| 2010     | 10"24 | Nottwil      | 8-8-2010  |             |
| 2009     | 10"08 | Istanbul     | 13-6-2009 |             |
| 2007     | 10"42 | Baku         | 25-5-2007 |             |
| 2006     | 10"71 | Baku         | 19-5-2006 |             |

### 200 metri piani
| Stagione | Tempo | Luogo          | Data      | Rank. Mond. |
| -------- | ----- | -------------- | --------- | ----------- |
| 2022     | 20"21 | Orano          | 3-7-2022  |             |
| 2021     | 20"31 | Tokyo          | 3-8-2021  |             |
| 2020     | 20"73 | Bursa          | 29-8-2020 |             |
| 2019     | 19"86 | Bruxelles      | 6-9-2019  |             |
| 2018     | 19"76 | Berlino        | 9-8-2018  |             |
| 2017     | 20"02 | Bruxelles      | 1-9-2017  |             |
| 2016     | 20"09 | Rio de Janeiro | 17-8-2016 |             |
| 2015     | 19"88 | Zagabria       | 8-9-2015  |             |
| 2014     | 20"38 | Zurigo         | 14-8-2014 |             |
| 2013     | 20"46 | Mersin         | 26-6-2013 |             |
| 2012     | 20"53 | Lappeenranta   | 18-7-2012 |             |
| 2011     | 20"32 | Istanbul       | 11-6-2011 |             |
| 2010     | 20"73 | Ankara         | 29-8-2010 |             |
| 2009     | 20"04 | Belgrado       | 10-7-2009 |             |
| 2008     | 20"66 | Pechino        | 18-8-2008 |             |
| 2007     | 20"67 | Baku           | 3-6-2007  |             |

## Palmarès
| Anno                                | Manifestazione          | Sede           | Evento      | Risultato        | Prestazione | Note                                                                              |
| ----------------------------------- | ----------------------- | -------------- | ----------- | ---------------- | ----------- | --------------------------------------------------------------------------------- |
| In rappresentanza dell' Azerbaigian |                         |                |             |                  |             |                                                                                   |
| 2006                                | Mondiali U20            | Pechino        | 100 m piani | Batteria         | 10"91       |                                                                                   |
| 2007                                | Mondiali U18            | Ostrava        | 200 m piani | Argento          | 20"72       |                                                                                   |
| 2008                                | Mondiali indoor         | Valencia       | 60 m piani  | Batteria         | 6"84        |                                                                                   |
| 2008                                | Mondiali U20            | Bydgoszcz      | 200 m piani | 5º               | 21"00       |                                                                                   |
| 2008                                | Giochi olimpici         | Pechino        | 200 m piani | Quarti di finale | 20"66       | Record nazionale                                                                  |
| 2009                                | Europei indoor          | Torino         | 60 m piani  | 7º               | 6"67        |                                                                                   |
| 2009                                | Universiadi             | Belgrado       | 200 m piani | Oro              | 20"04       |                                                                                   |
| 2009                                | Europei U20             | Novi Sad       | 100 m piani | Argento          | 10"16       |                                                                                   |
| 2009                                | Europei U20             | Novi Sad       | 200 m piani | Oro              | 20"38       |                                                                                   |
| 2009                                | Mondiali                | Berlino        | 200 m piani | 7º               | 20"61       |                                                                                   |
| In rappresentanza della Turchia     |                         |                |             |                  |             |                                                                                   |
| 2013                                | Giochi del Mediterraneo | Mersin         | 100 m piani | Argento          | 10"23       | Miglior prestazione personale stagionale                                          |
| 2013                                | Giochi del Mediterraneo | Mersin         | 200 m piani | Argento          | 20"46       | Miglior prestazione personale stagionale                                          |
| 2013                                | Universiadi             | Kazan'         | 200 m piani | Semifinale       | 20"84       |                                                                                   |
| 2014                                | Europei                 | Zurigo         | 100 m piani | Batteria         | dq          |                                                                                   |
| 2014                                | Europei                 | Zurigo         | 200 m piani | 6º               | 20"48       |                                                                                   |
| 2014                                | Europei                 | Zurigo         | 4×100 m     | Batteria         | 39"83       | Miglior prestazione personale stagionale                                          |
| 2015                                | World Relays            | Nassau         | 4×200 m     | Batteria         | 1'23"55     | Record nazionale                                                                  |
| 2015                                | Universiadi             | Gwangju        | 100 m piani | Bronzo           | 10"16       |                                                                                   |
| 2015                                | Universiadi             | Gwangju        | 200 m piani | Bronzo           | 20"59       | Miglior prestazione personale stagionale                                          |
| 2015                                | Mondiali                | Pechino        | 200 m piani | 6º               | 20"11       |                                                                                   |
| 2016                                | Europei                 | Amsterdam      | 100 m piani | 6º               | 10"23       |                                                                                   |
| 2016                                | Europei                 | Amsterdam      | 200 m piani | Argento          | 20"51       |                                                                                   |
| 2016                                | Europei                 | Amsterdam      | 4×100 m     | Batteria         | 39"58       |                                                                                   |
| 2016                                | Giochi olimpici         | Rio de Janeiro | 200 m piani | 8º               | 20"43       |                                                                                   |
| 2016                                | Giochi olimpici         | Rio de Janeiro | 4×100 m     | Batteria         | 38"30       | Record nazionale                                                                  |
| 2017                                | Mondiali                | Londra         | 200 m piani | Oro              | 20"09       |                                                                                   |
| 2017                                | Mondiali                | Londra         | 4×100 m     | 7º               | 38"73       |                                                                                   |
| 2018                                | Giochi del Mediterraneo | Tarragona      | 200 m piani | Oro              | 20"15       | Record dei Giochi                                                                 |
| 2018                                | Giochi del Mediterraneo | Tarragona      | 4×100 m     | Argento          | 38"50       |                                                                                   |
| 2018                                | Europei                 | Berlino        | 200 m piani | Oro              | 19"76       | Record dei campionati · Record nazionale · Miglior prestazione europea stagionale |
| 2018                                | Europei                 | Berlino        | 4×100 m     | Argento          | 37"98       | Record nazionale                                                                  |
| 2019                                | World Relays            | Yokohama       | 4×100 m     | 7º               | 39"13       |                                                                                   |
| 2019                                | Mondiali                | Doha           | 200 m piani | 5º               | 20"07       |                                                                                   |
| 2019                                | Mondiali                | Doha           | 4×100 m     | Batteria         | dq          |                                                                                   |
| 2021                                | World Relays            | Chorzów        | 4×100 m     | Batteria         | 39"59       |                                                                                   |
| 2021                                | Giochi olimpici         | Tokyo          | 200 m piani | Semifinale       | 20"31       | Miglior prestazione personale stagionale                                          |
| 2021                                | Giochi olimpici         | Tokyo          | 4×100 m     | Batteria         | dq          |                                                                                   |
| 2022                                | Giochi del Mediterraneo | Orano          | 100 m piani | Argento          | 10"16       | Miglior prestazione personale stagionale                                          |
| 2022                                | Giochi del Mediterraneo | Orano          | 200 m piani | Oro              | 20"21       | Miglior prestazione personale stagionale                                          |
| 2022                                | Giochi del Mediterraneo | Orano          | 4×100 m     | Argento          | 38"98       | Miglior prestazione personale stagionale                                          |
| 2022                                | Europei                 | Monaco         | 200 m piani | Finale           | dnf         |                                                                                   |
| 2023                                | Mondiali                | Budapest       | 200 m piani | Batteria         | 20"89       |                                                                                   |
| 2024                                | Europei                 | Roma           | 200 m piani | Semifinale       | 20"87       |                                                                                   |

## Altre competizioni internazionali
2018
- Argento in Coppa continentale ( Ostrava), 200 m piani - 20"28
- Argento in Coppa continentale ( Ostrava), 4×100 m - 38"96